# Miltochrista moctans
Miltochrista moctans är en fjärilsart som beskrevs av Butler 1877. Miltochrista moctans ingår i släktet Miltochrista och familjen björnspinnare. Inga underarter finns listade i Catalogue of Life.